# Gerrhos
Gerrhos (Oudgrieks:  "riet-moeras") is een plaats in Scythië van belang voor Herodotus' wereldkaart, daar het een van de hoeken van de grote rechthoek die Scythië vormde was. Een ander  Gerrhos of riet-moeras lag ten oosten van de monding van de Nijl. Herodotus tekende een meridiaan tussen de twee Gerrhoi.
Gerrhos in Scythië werd beschouwd als de oorsprong van de Borysthenes (Dnjepr). In de woorden van Herodotus (IV 53.) : 
Tot aan het land van Gerrhos nu, waarheen de vaart veertig dagen duurt, weet men dat zij van de noordenwind stroomt, doch hogerop, door welke mensen zij stroomt, weet niemand te zeggen, doch zij komt klaarblijkelijk door een woestijn stromend in het land van de landbouwende Scythen; want deze Scythen wonen over een vaart van tien dagen langs haar. Van die rivier alleen en van de Nijl kan ik de bronnen niet aangeven, en, geloof ik, niet een enkel van de Hellenen. En de Borysthenes komt in haar stromen dicht bij zee en de Hypanis vermengt zich met haar, in hetzelfde moeras vallende. Wat tussen deze rivieren als een spriet van het land ligt, wordt het voorgebergte van Hippolaüs genoemd, en daarop is een tempel van Demeter opgericht; voorbij de tempel bij de Hypanis wonen de Borystheneïten.— Vertaling: Wikisource
Livio Catullo Stecchini, bekend om zijn controversiële theorieën over de geschiedenis van de metrologie, beschouwde Gerrhos als het moerassige gebied ten noordoosten van Smolensk, vandaag aanzienlijk kleiner door de post-glaciale opwarming, het droger worden van het klimaat en door drainage en inbreng van landbouw. Latere klassieke historici en geografen, zoals Pomponius Mela lokaliseerde dit Gerrhos volgens hem verkeerd. 